# Vietnam Airlines
Vietnam Airlines (in vietnamita Hàng không Việt Nam) è la compagnia aerea di bandiera del Vietnam. Opera voli nazionali e internazionali dai suoi due hub principali: l'aeroporto internazionale di Tan Son Nhat di Ho Chi Minh City e l'aeroporto internazionale di Noi Bai di Hanoi.

## Storia
Nel gennaio 1956, il governo del Vietnam del Nord aveva creato la Vietnam Civil Aviation, precursore dell'attuale Vietnam Airlines. Essa è divenuta operativa nel settembre 1956 con voli nazionali operati con Ilyushin Il-14 e Antonov An-24.
Dal 1976 a 1980, comincia a espandersi e vola verso le sue prime destinazioni in Asia, Laos, Cambogia, Cina, Thailandia, Filippine, Malaysia e Singapore. Divenne membro dell'Organizzazione Internazionale dell'Aviazione Civile all'inizio degli anni '80.
L'attuale Vietnam Airlines è stata fondata nell'aprile 1993 come azienda di Stato e la Vietnam Airlines Corporation (in vietnamita Tổng Công ty Hàng không Việt Nam) è stata fondata nel 1996 a seguito della fusione con diverse altre società di servizi.
Nel mese di ottobre 2002, ha presentato la sua nuova immagine con un nuovo logo e nuova livrea.
Nel 2003, Vietnam Airlines ha introdotto nella sua flotta il primo Boeing 777.
Nel 2006, Vietnam Airlines trasporta 6,8 milioni di passeggeri.
Nel 2007, ha un fatturato di 1,2 miliardi di dollari.
Nel 2008, Vietnam Airlines trasporta 9.000.000 passeggeri con una crescita annua del 14%.
Nel mese di aprile 2009, ha firmato un accordo preliminare al fine di diventare membro di SkyTeam nel 2010.
Nel giugno 2009, Vietnam Airlines ha firmato un ordine per 16 Airbus A320 e 2 Airbus A350 XWB durante il Salone internazionale dell'aeronautica e dello spazio di Parigi-Le Bourget.
Nel luglio 2009, la Vietnam Airlines ha partecipato al lancio della nuova compagnia di bandiera della Cambogia, la Cambodia Angkor Air, azienda della quale detiene il 49% del capitale della società.
Il 12 novembre 2009, la Vietnam Airlines ha annunciato di aver firmato un accordo di principio con Airbus per l'acquisto di 4 Airbus A380, è il primo nuovo cliente ad ordinare l'Airbus A380 dal 2006.
Il 10 giugno 2010, la Vietnam Airlines entra come membro effettivo in SkyTeam.
Nel febbraio 2012, la Vietnam Airlines ha acquisito il 68,85% delle quote di Jetstar Pacific Airlines, diventandone così il maggior azionista.
Nel novembre del 2009, la Vietnam Airlines aveva effettuato un ordine per 4 Airbus A380, ordine ufficialmente cancellato dopo il mancato rinnovo del MoU nel 2013.
Nel 2017, Vietnam Airlines ha trasportato 21,91 milioni di passeggeri, con una crescita annua del 6,2%. Inoltre la compagnia nel 2017 ha effettuato 142.110 voli, con una media di 390 voli al giorno.

## Destinazioni
Al 2024 Vietnam Airlines serve più di 80 destinazioni in Asia, Europa e Oceania.

### Accordi commerciali

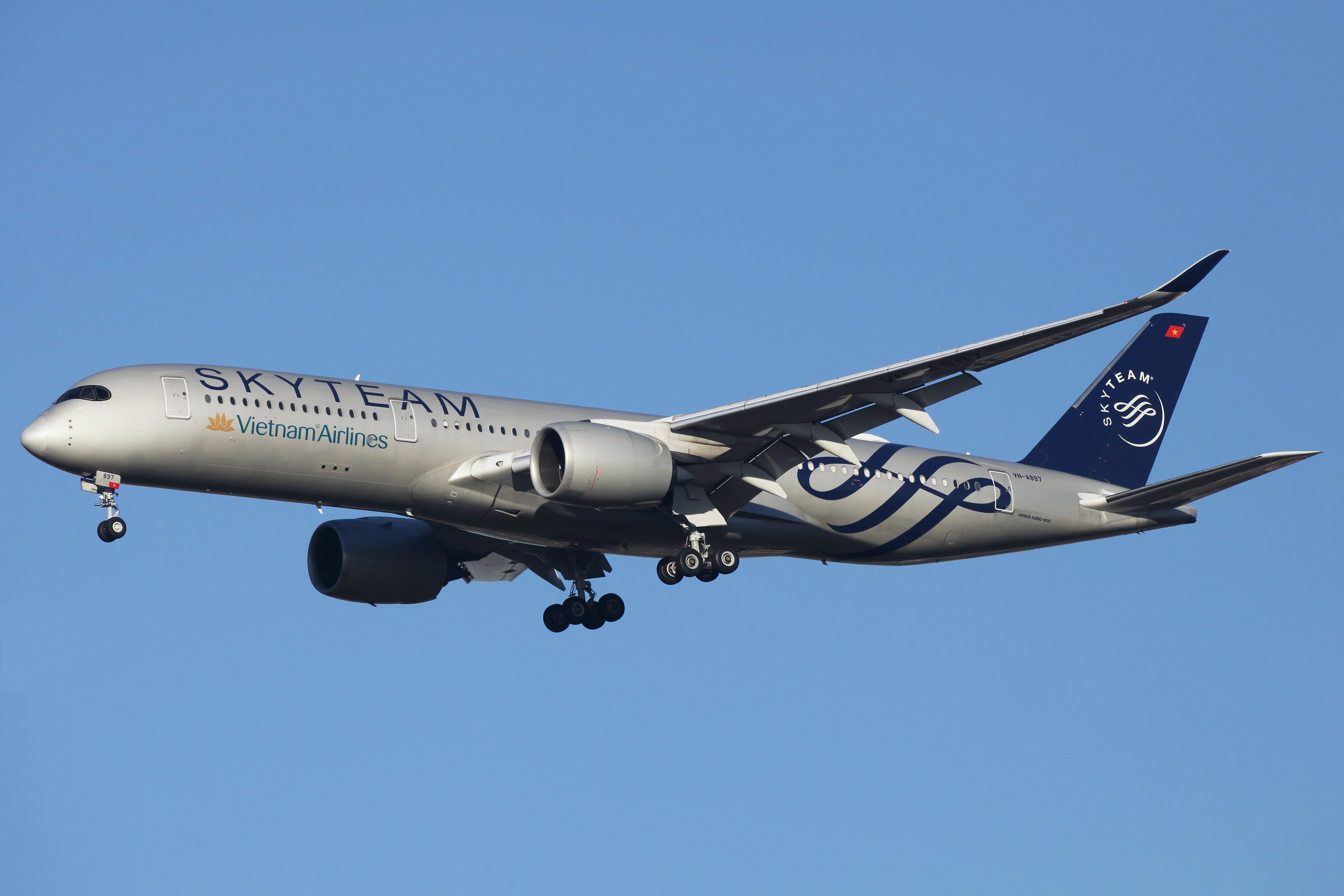
Un Airbus A350-900 in livrea SkyTeam.

Al 2024 Vietnam Airlines ha accordi di code-share con le seguenti compagnie:
- Air Europa
- Air France
- All Nippon Airways
- Bangkok Airways
- Cambodia Angkor Air
- Cathay Pacific
- China Airlines
- China Eastern Airlines
- China Southern Airlines
- Czech Airlines
- Delta Air Lines
- El Al
- Etihad Airways
- Finnair
- Garuda Indonesia
- ITA Airways
- Kenya Airways
- KLM
- Korean Air
- Lao Airlines
- Pacific Airlines
- Philippine Airlines
- SNCF
- XiamenAir
- VASCO

### Alleanze
Il 10 giugno 2010, Vietnam Airlines è entrata a far parte di SkyTeam.

## Flotta

### Flotta attuale

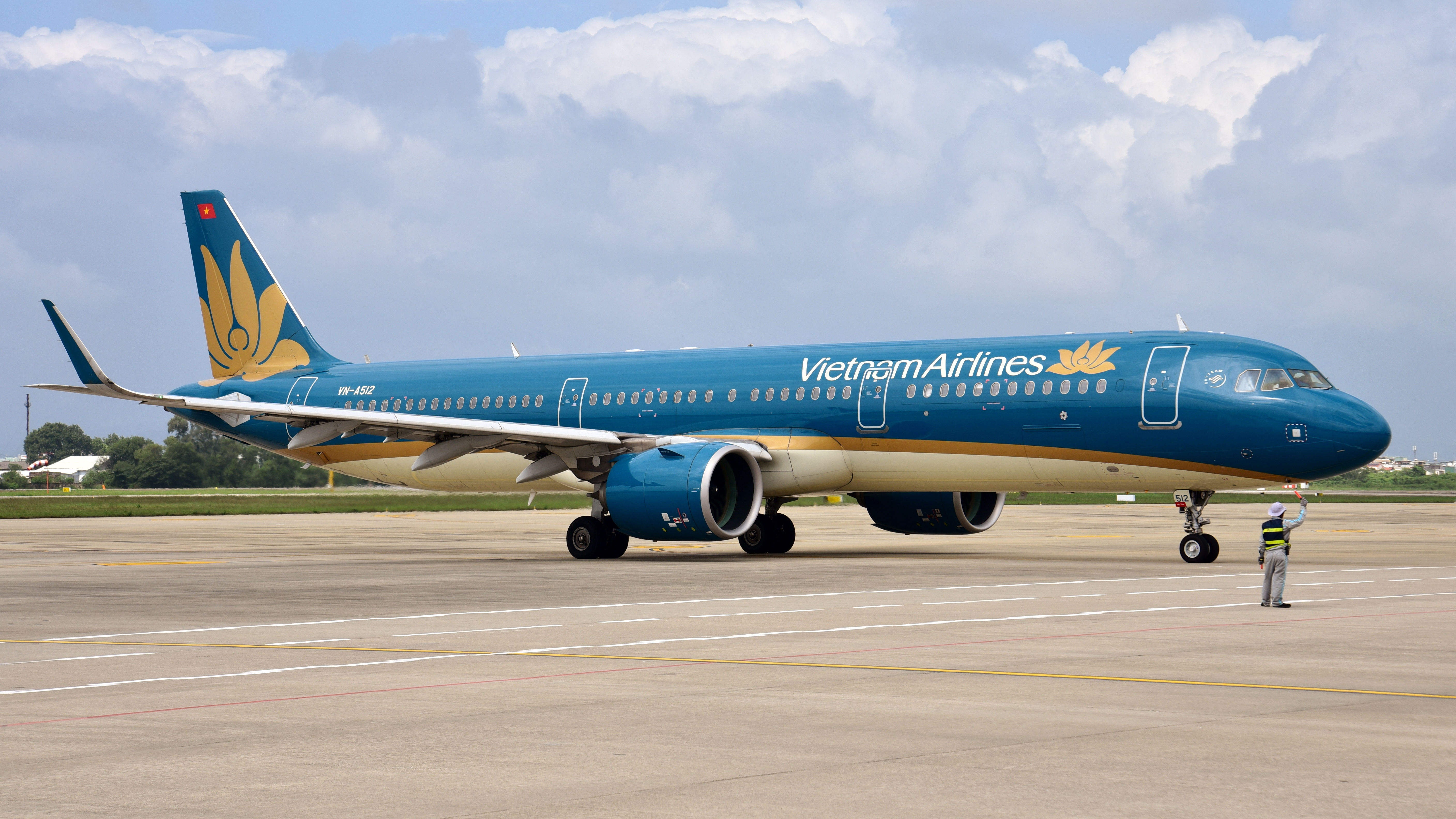
Un Airbus A321neo.

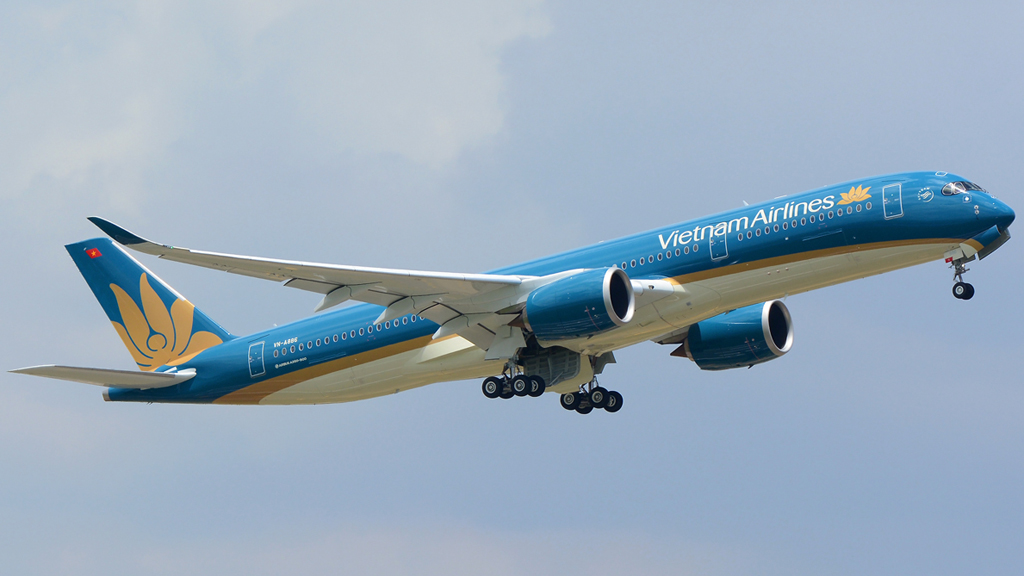
Un Airbus A350-900.

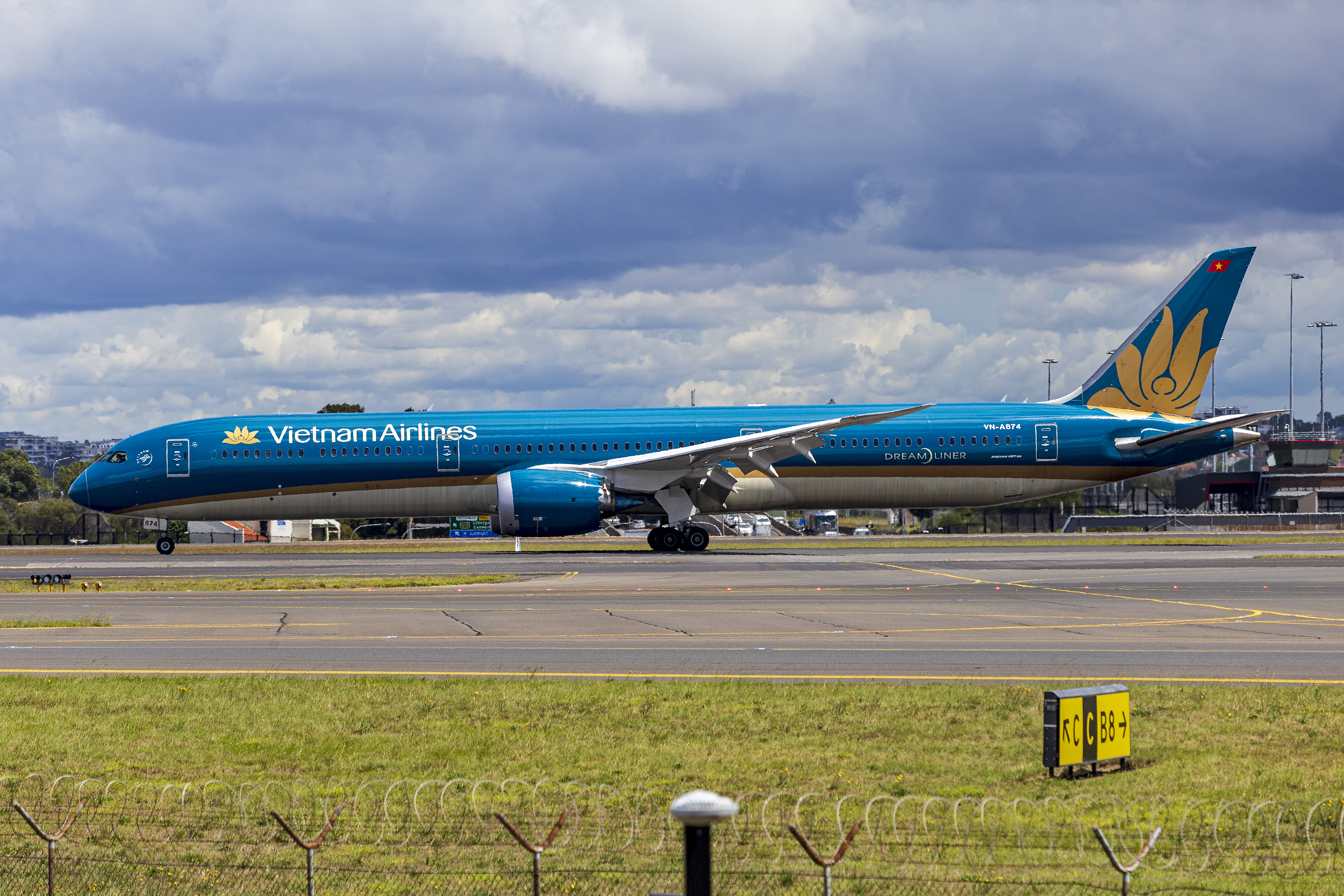
Un Boeing 787-10.

Ad aprile 2025 la flotta di Vietnam Airlines è così composta:

### Flotta storica

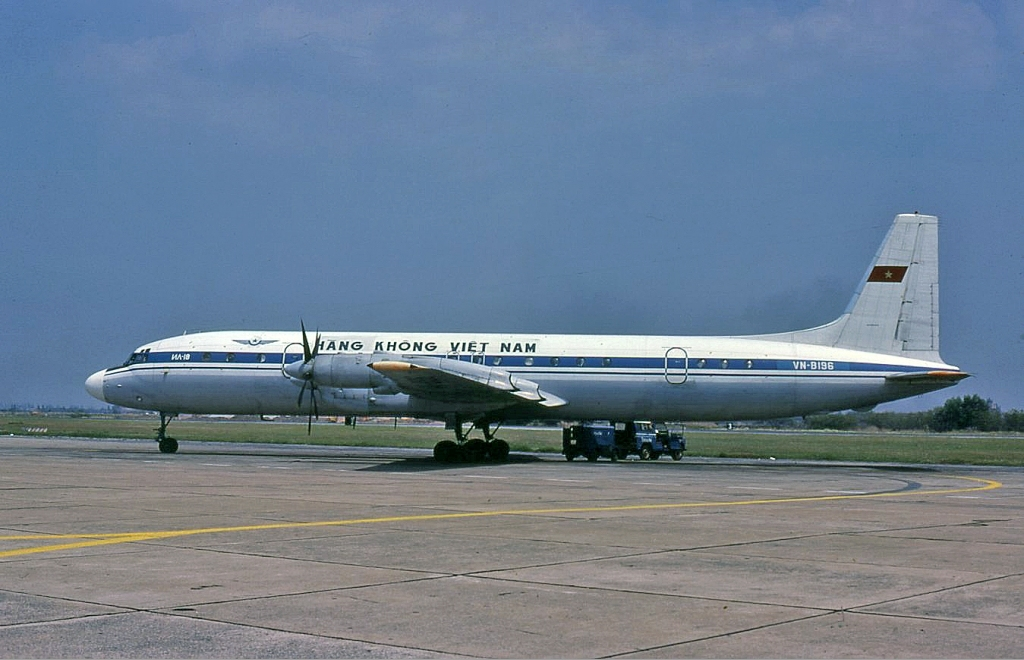
Un Ilyushin Il-18.

Vietnam Airlines operava in precedenza con i seguenti aeromobili:
- Aero Ae-45
- Airbus A300-600
- Airbus A300B4
- Airbus A310-200
- Airbus A310-300
- Airbus A320-200
- Airbus A321-100
- Airbus A330-200
- Airbus A330-300
- Airbus A340-200
- Antonov An-2
- Antonov An-24
- Antonov An-30
- ATR 72-200
- ATR 72-500
- Boeing 707-320
- Boeing 707-320B
- Boeing 707-320C
- Boeing 727-200
- Boeing 737-300
- Boeing 767-200ER
- Boeing 767-300ER
- Boeing 777-200ER
- Douglas DC-3
- Douglas DC-4
- Douglas DC-6
- Fokker F70
- Ilyushin Il-14G
- Ilyushin Il-18
- Lisunov Li-2
- Tupolev Tu-134A
- Tupolev Tu-134B
- Yakovlev Yak-40

## Incidenti
- Il 9 settembre 1988, il volo Vietnam Airlines 831, operato da un Tupolev Tu-134,  precipitò in una risaia vicino al villaggio di Semafahkarm, Tambon Khu Khot, nel Distretto di Lam Luk Ka della Provincia di Pathum Thani, in Thailandia, mentre operava un volo da Hanoi a Bangkok. Tre membri dell'equipaggio e 73 passeggeri morirono nel conseguente schianto.[23]
- 14 novembre 1992: il volo Vietnam Airlines 474, operato da uno Yakovlev Yak-40, scese al di sotto dell'altitudine minima di discesa durante l'avvicinamento e colpì gli alberi lungo un crinale, finendo per distruggersi a terra nel conseguente schianto. I soccorritori impiegarono otto giorni per trovare il relitto dell'aereo, trovando solo un sopravvissuto.[24]
- 3 settembre 1997: il volo Vietnam Airlines 815, operato da un Tupolev Tu-134B-3, ha urtato il terreno vicino alla pista mentre tentava di atterrare all'aeroporto di Phnom Penh-Pochentong, in Cambogia, in condizioni meteorologiche avverse. Le vittime sono state 65 con un unico sopravvissuto.[25]